# Eduard Schaub
Eduard Schaub (* vor 1850; † 6. September 1887 in Duisburg) war ein deutscher Rechtsanwalt, Politiker und Bürgermeister der Stadt Wattenscheid.
Eduard Schaub war zuerst als besoldeter Beigeordneter in Duisburg tätig. Er wurde am 9. Februar 1877 einstimmig zum Bürgermeister von Wattenscheid gewählt. Die Geschicke der Stadt leitete er mehr schlecht als recht. Er wurde 1879 zum Rücktritt aufgefordert. Er erhielt eine Ablösesumme von 12 000 Reichsmark und schied zum 31. Dezember 1879 aus dem Amt aus. 
Sein Nachfolger Otto Pokorny fand einen Haushalt vor, bei dem die Schulden das Fünffache der Haushaltssumme überschritten.